# Per Lennartsson (trav)
Per Ingemar Lennartsson, född 18 maj 1966 i Hofors, är en svensk travkusk och travtränare. Sedan 2014 är hans hemmabana Sundbyholms travbana utanför Eskilstuna. Han hade tidigare Solvalla som hemmabana.
Lennartsson har tränat fram flera framgångsrika travhästar, bland andra Nahar som senare vann 2013 års upplaga av Elitloppet i tränare Robert Berghs regi, Gareth Boko som han vann Svensk Uppfödningslöpning 2015 med och Cash Gamble som haft stora framgångar i Frankrike. Han har även tränat Rakas, med vilken han kom trea i Elitloppet 2011, och Olympia Tilly som vann Breeders' Crown 2013 och 2014. Han brukar även anlitas som kusk av andra tränare, främst av Stefan Melander.
För närvarande har Lennartssons stall ca 20 hästar i träning (feb 2022). Stallets vinstrikaste hästar är Nappa Scar, Order to Fly och Hazard Boko, som alla sprungit in över två miljoner kronor.

## Segrar i större lopp

### Grupp 1-lopp
| År   | Lopp                                | Häst          | Kusk            | Tränare            |
| ---- | ----------------------------------- | ------------- | --------------- | ------------------ |
| 1995 | Svensk Uppfödningslöpning           | Bon Joss      | Per Lennartsson | Ulf Delmonte-Lijon |
| 1997 | E3-final (långa), hingstar/valacker | Jolly Rocket  | Per Lennartsson | Per Lennartsson    |
| 1997 | Breeders' Crown, 3-åriga ston       | Simb Capi     | Per Lennartsson | Lennart Wikström   |
| 1997 | Svenskt Trav-Oaks                   | Simb Capi     | Per Lennartsson | Lennart Wikström   |
| 1998 | Drottning Silvias Pokal             | Simb Capi     | Per Lennartsson | Lennart Wikström   |
| 2007 | E3-final (korta), hingstar/valacker | Staro Azazell | Per Lennartsson | Timo Nurmos        |
| 2009 | Breeders' Crown, 4-åriga ston       | Ibiza Broline | Per Lennartsson | Per Lennartsson    |
| 2010 | Breeders' Crown, 3-åriga ston       | Aisle Stand   | Per Lennartsson | Stefan Melander    |
| 2014 | Breeders' Crown, 3-åriga ston       | Olympia Tilly | Per Lennartsson | Heikki Pekkala     |
| 2015 | Svensk Uppfödningslöpning           | Gareth Boko   | Per Lennartsson | Per Lennartsson    |
| 2020 | Breeders' Crown, 4-åriga h/v        | Hail Mary     | Per Lennartsson | Robert Bergh       |

### Grupp 2-lopp
| År   | Lopp                             | Häst              | Kusk            | Tränare           |
| ---- | -------------------------------- | ----------------- | --------------- | ----------------- |
| 1998 | Årjängs Stora Sprinterlopp       | Atas Ace L.       | Per Lennartsson | Per Lennartsson   |
| 1998 | Premio Going Kronos              | Super Amor        | Per Lennartsson | Per Lennartsson   |
| 1999 | Guldstoet                        | Miss Pilaar       | Per Lennartsson | Per Lennartsson   |
| 1999 | E3-revanschen, hingstar/valacker | Simb Zipper       | Per Lennartsson | Robert Bergh      |
| 2006 | Prix Roederer                    | Order By Fax      | Per Lennartsson | Per Lennartsson   |
| 2008 | E3-revanschen, ston              | Tiffany Brodda    | Per Lennartsson | Stig H. Johansson |
| 2010 | Sommartravets final              | Nahar             | Per Lennartsson | Per Lennartsson   |
| 2010 | Gulddivisionens final, okt       | Rakas             | Per Lennartsson | Per Lennartsson   |
| 2012 | Sommartravets final              | Highlight Brizard | Per Lennartsson | Per Lennartsson   |
| 2014 | Stosprintern                     | Air Frame         | Per Lennartsson | Stefan Melander   |
| 2015 | Eskilstuna Fyraåringstest        | Cash Gamble       | Per Lennartsson | Per Lennartsson   |
| 2020 | STL Open                         | Missle Hill       | Per Lennartsson | Daniel Redén      |
| 2022 | Gulddivisionens final, feb       | Hazard Boko       | Per Lennartsson | Per Lennartsson   |

### Övriga
| År   | Lopp                              | Häst             | Kusk                | Tränare             |
| ---- | --------------------------------- | ---------------- | ------------------- | ------------------- |
| 1990 | Klass I-final, mars               | Rapide Bowl      | Per Lennartsson     | Rolf Lennartsson    |
| 1993 | Klass I-final, juli               | Hitec Lou        | Per Lennartsson     | Per Lennartsson     |
| 1995 | Silverdivisionens final, april    | Zebban           | Per Lennartsson     | Per Lennartsson     |
| 1995 | Big Noon-pokalen                  | Fairlane Pirol   | Per Lennartsson     | Peter Karlsson      |
| 1995 | Klass I-final, nov                | Nice and Noble   | Per Lennartsson     | Per Lennartsson     |
| 1996 | Bronsdivisionens final, sept      | Nisse Knife      | Per Lennartsson     | Per Lennartsson     |
| 1997 | Klass I-final, maj                | Tipton           | Per Lennartsson     | Per Lennartsson     |
| 1997 | Silverdivisionens final, juni     | Tipton           | Per Lennartsson     | Per Lennartsson     |
| 1997 | Klass II-final, aug               | Big Gentleman A. | Per Lennartsson     | Christer Söderberg  |
| 1997 | Big Noon-pokalen                  | Happy Delvin     | Per Lennartsson     | Catarina Lundström  |
| 1997 | Sören Nordins Lopp                | Happy Delvin     | Per Lennartsson     | Catarina Lundström  |
| 1998 | Klass II-final, maj               | Diamond Bean     | Per Lennartsson     | Per Lennartsson     |
| 1998 | Gunnar Nordins Lopp               | Stags Breath     | Per Lennartsson     | Per Lennartsson     |
| 1999 | Bronsdivisionens final, aug       | Diamond Bean     | Per Lennartsson     | Per Lennartsson     |
| 1999 | Klass I-final, sept               | Super Amor       | Per Lennartsson     | Per Lennartsson     |
| 2001 | Klass I-final, maj                | Pride Pershing   | Per Lennartsson     | Per Lennartsson     |
| 2004 | Silverdivisionens final, okt      | Napoleon Tim     | Per Lennartsson     | Kari Lähdekorpi     |
| 2004 | Gösta Nordins Lopp                | Noa Savoy        | Per Lennartsson     | Kari Lähdekorpi     |
| 2005 | Klass II-final, feb               | Present          | Per Lennartsson     | Kari Lähdekorpi     |
| 2005 | Klass II-final, mars              | Simb Kansas      | Per Lennartsson     | Kari Lähdekorpi     |
| 2005 | Prix de Chenonceaux               | Order By Fax     | Per Lennartsson     | Per Lennartsson     |
| 2006 | Bronsdivisionens final, mars      | Sun Power C.G.   | Per Lennartsson     | Christer Westergren |
| 2006 | Mälarpriset                       | Order By Fax     | Per Lennartsson     | Per Lennartsson     |
| 2006 | Bronsdivisionens final, dec       | Juvel Neo        | Per Lennartsson     | Åke Svanstedt       |
| 2007 | Bronsdivisionens final, april     | Baron Rols       | Per Lennartsson     | Kari Lähdekorpi     |
| 2007 | Silverdivisionens final, aug      | Baron Rols       | Per Lennartsson     | Kari Lähdekorpi     |
| 2007 | Prix de Chateaudun                | Order By Fax     | Dominiek Locqueneux | Per Lennartsson     |
| 2007 | Klass II-final, dec               | Staro Allentown  | Per Lennartsson     | Timo Nurmos         |
| 2008 | Gösta Nordins Lopp                | Order By Fax     | Per Lennartsson     | Per Lennartsson     |
| 2008 | Diamantstoets final, dec          | Ulana Cape       | Per Lennartsson     | Per Lennartsson     |
| 2009 | Klass I-final, okt                | Vector du Ling   | Per Lennartsson     | Timo Nurmos         |
| 2009 | Bronsdivisionens final, nov       | Lamborghini S.T. | Per Lennartsson     | Åke Svanstedt       |
| 2009 | Gösta Nordins Lopp                | Jodas Julia      | Per Lennartsson     | Catarina Lundström  |
| 2010 | Silverdivisionens final, april    | Celebrity Photo  | Per Lennartsson     | Åke Svanstedt       |
| 2010 | Klass II-final, maj               | Ågårds Lars      | Per Lennartsson     | Åke Svanstedt       |
| 2010 | Silverdivisionens final, juli     | Rakas            | Per Lennartsson     | Per Lennartsson     |
| 2010 | Birger Bengtssons Minne           | Rakas            | Per Lennartsson     | Per Lennartsson     |
| 2010 | Fyraåringsstjärnan                | Alvena Pele      | Per Lennartsson     | Per Lennartsson     |
| 2010 | Bronsdivisionens final, nov       | Nahar            | Per Lennartsson     | Per Lennartsson     |
| 2011 | Silverdivisionens final, feb      | Lamborghini S.T. | Per Lennartsson     | Per Lennartsson     |
| 2011 | E.J:s Guldsko                     | Alvena Pele      | Per Lennartsson     | Per Lennartsson     |
| 2011 | Gunnar Nordins Lopp               | Barham Hanover   | Per Lennartsson     | Per Lennartsson     |
| 2011 | Gösta Nordins Lopp                | Nahar            | Per Lennartsson     | Per Lennartsson     |
| 2011 | Gävle Stora Pris                  | Alvena Pele      | Per Lennartsson     | Per Lennartsson     |
| 2012 | Bronsdivisionens final, feb       | Friction         | Per Lennartsson     | Stefan Melander     |
| 2012 | Diamantstoets final, dec          | Famous Dream     | Per Lennartsson     | Per Lennartsson     |
| 2013 | Silverdivisionens final, feb      | Mr Picolit       | Per Lennartsson     | Åke Svanstedt       |
| 2013 | Breeders' Crown, 2-åriga          | Enya Boko        | Per Lennartsson     | Per Lennartsson     |
| 2013 | Breeders' Crown, 2-åriga          | Olympia Tilly    | Per Lennartsson     | Per Lennartsson     |
| 2015 | Breeders' Crown, 2-åriga          | Gareth Boko      | Per Lennartsson     | Per Lennartsson     |
| 2016 | Bronsdivisionens final, aug       | Cab Hornline     | Per Lennartsson     | Per Lennartsson     |
| 2017 | Silverdivisionens final, nov      | Cab Hornline     | Per Lennartsson     | Per Lennartsson     |
| 2018 | Klass II-final, aug               | Adiago Trot      | Per Lennartsson     | Marcus Lindgren     |
| 2018 | Monté-SM                          | Order To Fly     | Jenni H. Åsberg     | Per Lennartsson     |
| 2019 | Mälarpriset                       | Explosive Merlot | Per Lennartsson     | Robert Bergh        |
| 2021 | Prins Carl Philips Jubileumspokal | Click Bait       | Per Lennartsson     | Stefan Melander     |
| 2021 | Färjestads Jubileumslopp          | Click Bait       | Per Lennartsson     | Stefan Melander     |